# Skating Polly
Skating Polly é uma banda estadunidense de rock alternativo formada na Cidade de Oklahoma em 2009 pelas multi-instrumentistas Kelli Mayo (Março 29, de 2000) e Peyton Bighorse (11 de julho de 1995). A banda é conhecida pela alternância de instrumentos entre os membros, letras poeticas, arranjos melódicos e um ecleticismo de estilos que variam do punk ao indie pop.

## Biografia
Kelli e Peyton se conheceram quando o pai de Kelli começou a namorar a mãe de Peyton. Os pais se mudaram para a mesma casa, onde as duas tocavam os vários instrumentos musicais que os pais tinham. A primeira configuração da banda tinha Peyton na bateria e Kelli tocando uma contra-guitarra (basitar), um baixo de duas cordas usado pela banda punk The Presidentes of United States Of America (banda). As meninas fizeram seu primeiro show em uma festa de Halloween da família em 2009. Este nome foi escolhido porque elas o consideravam "ironicamente juvenil."  Kelli aprendeu piano e bateria sozinha enquanto Peyton aprendeu guitarra. Eles começaram a escrever músicas em um ritmo mais furioso, alternando instrumentos e vocais. Chris Harris, dono do selo independente Nice People Records, descobriu a banda e auxiliou o pai de Kelli a fazer gravações caseiras que culminaram no primeiro álbum, Taking Over The World.

## Influências e comparações
Skating Polly é muitas vezes comparada a bandas associadas com o movimento riot grrrl, tais como Bikini Kill e Babes in Toyland, mas muitas músicas trazem à mente artistas como Kimya Dawson e Beat Happening. 

## Discografia

### Álbuns
- Taking Over The World (Nice People, 2011)
- Lost Wonderfuls (SQE Music, 2013)
- Fuzz Steilacoom (Chap Stereo, 2014)
- The Big Fit (Chap Stereo, 2016)
- The Make It All Show (El Camino, 2018)
- Chaos County Line (El Camino, 2023)

### Singles
- Fuzz Steilacoom 7 (Chap Stereo, 2014)
- Benny Once Told Me (Chap Stereo, 2015)
- Nothing More Than a Body (Chap Stereo, 2015)
- New Trick (El Camino, 2017)
- Play House (El Camino, 2019)
- Flyer (El Camino, 2019)